# Willibald Freiherr von Langermann und Erlencamp
Willibald Karl Moritz Robert Rudolf Freiherr von Langermann und Erlenkamp, nemški general, * 29. marec 1890, † 3. oktober 1942.